# Булатниково (Торжоцький район)
Булатниково (рос. Булатниково) — присілок в Торжоцькому районі Тверської області Російської Федерації.
Населення становить 53 особи. Входить до складу муніципального утворення Мошковське сільське поселення.

## Історія
Від 2005 року входить до складу муніципального утворення Мошковське сільське поселення.

## Населення
| 2010 |
| ---- |
| 53   |